# Штиков Микола Григорович
Мико́ла Григо́рович Штиков (1915, селище Карабаново, тепер місто Александровського району Владимирської області Російська Федерація — 1985) — радянський військовий діяч, командувач 38-ї армії Прикарпатського військового округу, генерал-майор. Депутат Верховної Ради УРСР 6-го скликання (1965—1967 рр.).

## Біографія
У Червоній армії з грудня 1933 року. Закінчив Тамбовське піхотне училище. Служив командиром розвідувального взводу, командиром танкового взводу 10-го стрілецького полку 4-ї стрілецької дивізії імені Німецького пролетаріату Білоруського військового округу (місто Слуцьк, Білоруська РСР).
Член ВКП(б) з 1940 року.
До 1941 року працював викладачем Тамбовського піхотного училища. У 1942 році закінчив Курси вдосконалення командного складу у Вищій загальновійськовій тактичній школі «Постріл».
Учасник німецько-радянської війни з березня 1942 року. У березні — травні 1942 року — начальник штабу 11-го гірничо-стрілецького полку 77-ї гірничо-стрілецької дивізії 51-ї армії Кримського фронту. У травні 1942 року — командир 11-го гірничо-стрілецького полку 77-ї гірничо-стрілецької дивізії 51-ї армії Кримського фронту. У кінці травні отримав поранення і був евакуйований у місто Єсентуки. Після госпіталю служив заступником командира 173-го армійського запасного полку 6-ї армії Воронезького фронту. У серпні 1942 — січні 1943 року — начальник оперативного відділу штабу 25-ї гвардійської стрілецької дивізії 40-ї армії Воронезького фронту. У січні — лютому 1943 року — заступник командира з стройової частини, а у лютому — серпні 1943 року — командир 73-го гвардійського стрілецького полку 25-ї гвардійської стрілецької дивізії 40-ї армії. У серпні 1943 року зазнав важкого поранення, лікувався в госпіталях. Потім закінчив прискорені курси Військової академії імені Фрунзе у Москві. З січня 1945 року працював у штабі військ 1-го Українського фронту. З березня 1945 року — командир 26-го гвардійського повітрянодесантного полку 9-ї гвардійської повітрянодесантної дивізії 5-ї гвардійської армії.
Після війни продовжував службу в армії. Закінчив Академію Генерального штабу Збройних сил СРСР імені Ворошилова. Командував армійським корпусом.
У березні 1963 — липні 1966 року — командувач 38-ї загальновійськової армії Прикарпатського військового округу. Потім завідував спеціальним факультетом Військової академії імені Фрунзе у Москві.
Автор книжки спогадів «Полк принимает бой» (1979).

## Військове звання
- старший лейтенант
- капітан (.05.1942)
- майор (.07.1942)
- підполковник
- полковник
- генерал-майор

## Нагороди
- два ордени Червоного Прапора (10.01.1945, ...)
- два ордени Вітчизняної війни 1-го ступеня (7.06.1945, 6.04.1985)
- два ордени Червоної Зірки (23.04.1943)
- чехословацький орден Військового хреста
- ордени
- медалі